# Bahía Moreno
La bahía Moreno o puerto Moreno (en inglés: Entrance Cove) es una ensenada que forma parte de la bahía San Julián, en la costa occidental de la isla Gran Malvina, en las Islas Malvinas. Por el norte se encuentra la península Reina (donde está la punta Pingüino) y al sur posee varias ensenadas y brazos pequeños. Hacia el este se encuentra el pequeño asentamiento de Puerto Moreno (Port Richard). Debe su nombre a Mariano Moreno.